# Sant Francesc de Formentera
Sant Francesc de Formentera är en kommunhuvudort i Spanien.   Den ligger i regionen Balearerna, i den östra delen av landet, 500 km öster om huvudstaden Madrid. Sant Francesc de Formentera ligger 39 meter över havet och antalet invånare är 2 656. Den ligger på ön Formentera.
Terrängen runt Sant Francesc de Formentera är platt. Havet är nära Sant Francesc de Formentera åt nordost.  Närmaste större samhälle är Sant Ferran de ses Roques, 2,3 km öster om Sant Francesc de Formentera. Trakten runt Sant Francesc de Formentera består till största delen av jordbruksmark.